# Benten Corona
La Benten Corona è una struttura geologica della superficie di Venere.